# Sternechus
Sternechus är ett släkte av skalbaggar. Sternechus ingår i familjen vivlar.

## Dottertaxa tillSternechus, i alfabetisk ordning[1]
- Sternechus armatus
- Sternechus aurocinctus
- Sternechus bicaudatus
- Sternechus bicinctus
- Sternechus bifasciatus
- Sternechus brevicollis
- Sternechus breyeri
- Sternechus caliginosus
- Sternechus candidus
- Sternechus contiguus
- Sternechus continuus
- Sternechus costatus
- Sternechus decemmaculatus
- Sternechus denticollis
- Sternechus denudatus
- Sternechus egenus
- Sternechus exellens
- Sternechus extortus
- Sternechus firmus
- Sternechus foveolatus
- Sternechus fuscoaeneus
- Sternechus fuscomaculatus
- Sternechus guérini
- Sternechus hamatus
- Sternechus inconditus
- Sternechus insularis
- Sternechus irroratus
- Sternechus laevirostris
- Sternechus mrazi
- Sternechus nitidus
- Sternechus paludatus
- Sternechus pectoralis
- Sternechus pollinosus
- Sternechus reticulatus
- Sternechus russatus
- Sternechus sahlbergi
- Sternechus spinipes
- Sternechus sublaevicollis
- Sternechus subsignatus
- Sternechus trachyptomus
- Sternechus tuberculatus
- Sternechus tuberosus
- Sternechus uncipennis
- Sternechus vicinus